# 몬테레이 컨센서스
몬테레이 컨센서스(Monterrey Consensus)는 2002년 멕시코 몬테레이에서 열린 국제연합 주최 개발재원 국제회의에 따라 마련된 개발협력 관련 합의문서이다. 2002년 3월 22일 각국 수반이 도입을 의결했으며 회의에는 50개국 이상의 국가대표 및 200여 명의 재정, 외교, 개발부처 대표가 참가했다. 국제통화기금, 세계은행, 세계무역기구 및 NGOs, 각 기관 대표자가 참여했다. 미국과 유럽연합, 각국 대표들은 개발원조이행에 관련된 새로운 기준을 마련하고자 했다. 채무탕감, 부패 퇴치, 정책 일관성(Policy Coherence) 등에 대한 문제를 포괄한 합의문이 작성됐다.

## 같이 보기
- 개발원조위원회
- 원조효과성
- 워싱턴 합의